# Norops pinchoti
Norops pinchoti este o specie de șopârle din genul Norops, familia Polychrotidae, descrisă de Cochran 1931. A fost clasificată de IUCN ca specie vulnerabilă. Conform Catalogue of Life specia Norops pinchoti nu are subspecii cunoscute.